# Nastringues
 Nastringues  (en occitano Nastrengas) es una población y comuna francesa, situada en la región de Aquitania, departamento de Dordoña, en el distrito de Bergerac y cantón de Vélines.

## Demografía
| 153 | 112 | 118 | 113 | 114 | 115 |
| Para los censos de 1962 a 1999 la población legal corresponde a la población sin duplicidades (Fuente: INSEE [Consultar]) |     |     |     |     |     |